# Adams George Archibald

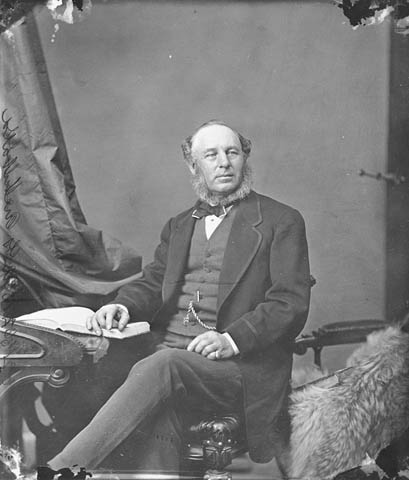
Adams George Archibald

Sir Adams George Archibald KCMG, PC (* 3. Mai 1814 in Truro in der britischen Kolonie Nova Scotia; † 14. Dezember 1892 ebenda, dann schon Teil der Kanadischen Konföderation) war ein kanadischer Rechtsanwalt und Politiker. Als einer der Väter der Konföderation gehört er zu den Wegbereitern des 1867 gegründeten kanadischen Bundesstaates. Von 1870 bis 1872 amtierte er als Vizegouverneur Manitobas und der Nordwest-Territorien sowie von 1873 bis 1883 als Vizegouverneur von Nova Scotia.

## Ausbildung und Karriere als Anwalt
Archibald war der Sohn von Samuel und Elizabeth Archibald. Nach begonnenen Studien in Naturwissenschaften und Medizin in Halifax entschied er sich für die Rechtswissenschaften und wurde Schüler von William Sutherland, einem angesehenen Anwalt der Stadt. 1836 wurde er als Notar und 1838 als Rechtsanwalt zugelassen und arbeitete danach in den Anwaltschaften von Prince Edward Island und Nova Scotia. Neben seiner Arbeit war er Friedensrichter, Rechtspfleger und 1848 Testamentsvollstrecker, bis er 1849 einer der Aufsichtsführenden beim Bau des Telegrafen von Halifax nach New Brunswick wurde. Bereits 1843 hatte er seine Cousine Elizabeth Burnyeat geheiratet, eine Anglikanerin, doch der Gegensatz zu Archibalds presbyterianischem Glauben schien dem Paar keine Probleme zu bereiten, ihre Kinder wurden anglikanisch.

## Politische Tätigkeit in Nova Scotia
1851 trat Archibald erstmals politisch in Erscheinung, als er bei den Parlamentswahlen Nova Scotias im Bezirk Colchester County für die Reformpartei (heute Nova Scotia Liberal Party) antrat und gewählt wurde. Seine Familie besaß schon seit langem großen Einfluss in der Politik der Kolonie, doch die erwartete steile Karriere machte er zunächst nicht, sondern engagierte sich erfolglos für ein allgemeines Bildungswesen und wurde 1854 einer der Räte einer neuen Schule in Truro. 1856 berief ihn die liberale Regierung unter William Young zum Generalanwalt, aber schon ein halbes Jahr später musste Young wegen einer Verratsaffäre in seiner Regierung zurücktreten und Archibald damit sein Amt aufgeben. Die folgenden Jahre waren von politischem Schlammschlachten zwischen Liberalen und Konservativen geprägt, dennoch wurde der ausgesprochen ruhige Archibald 1859 erneut in das Parlament gewählt und von der nun wieder liberalen Regierung zum Generalanwalt bestellt. Zusammen mit Premier Joseph Howe und dem Eisenbahnbeauftragten Jonathan McCully bemühte sich Archibald um den Bau der Intercolonial Railway zwischen New Brunswick, Nova Scotia und der Provinz Kanada. Ab 1862 war er Vorsitzender der Liberalen.

## Gründung Kanadas
1863 war Archibald einer von nur 14 Liberalen, die noch einen Sitz im Parlament erreichten. Der konservative Premier Charles Tupper vertrat in Schul- und Eisenbahnpolitik aber sehr ähnliche Positionen, und so war es wenig verwunderlich, dass Archibald zusammen mit McCully als liberaler Vertreter zur Charlottetown-Konferenz berufen wurde. Dort wurde er zum Anhänger der Idee einer Union der nordamerikanischen Kolonien und diskutierte Fragen einer möglichen Verfassung mit den Vertretern der anderen Kolonien. Vor allem in finanziellen Fragen war er ein anerkannter Moderator. Im Parlament in Halifax blieb er aber der einzige liberale Anhänger einer Union. Trotz dieser Unstimmigkeit mit seiner Partei in einer viel diskutierten Frage blieb er aber deren Vorsitzender. 1866 einigten sich New Brunswick, Nova Scotia und die Provinz Kanada grundsätzlich auf eine Konföderation und Archibald war einer von sechs Vertretern Nova Scotias, die 1866 an der Londoner Konferenz die Verfassung des neuen Dominion Kanada verabschiedeten, und auch hier war er vor allem an Fragen finanzieller Vereinbarungen für das Dominion beteiligt. 1867, in der ersten kanadischen Regierung unter John Macdonald, wurde er Minister für die Provinzen, in Nova Scotia aber gelang es ihm aber vor allem wegen seiner Förderung des Bundesstaates nicht, in deren neues Parlament gewählt zu werden.

## Gouverneur in Manitoba
Im April 1868 legte Archibald sein Ministeramt nieder, um sich in Nova Scotia für das Dominion einzusetzen. 1869 wurde er dann bei einer Nachwahl endlich ins Unterhaus gewählt. Bei der Verabschiedung des Manitoba Act in der Folge der Red-River-Rebellion 1870 setzte er sich für eine versöhnliche Politik gegenüber den Aufständischen ein und wurde kurz darauf zum ersten Vizegouverneur der neuen Provinz Manitoba und der Nordwest-Territorien berufen. Er akzeptierte den Ruf aber nur für den Zeitraum von einem Jahr, um danach nach Nova Scotia zurückzukehren. In Fort Garry angekommen, fand er sich zwischen dem Lager der Métis und Altsiedler und dem der Neusiedler und Milizen wieder. Erstere bildeten zwar die Mehrheit, letztere hatten wegen der gut bewaffneten Milizen aber praktisch die Gewalt in der Provinz inne. Der Publizist und Führer der radikalen Canadian Party, John Christian Schultz, feindete Archibald regelmäßig in Wort und Schrift an und die Milizen betrieben ungestraft regelrecht Jagd auf die Métis.
Die Einrichtung der neuen Wahlbezirke und die Durchführung der ersten Wahl gelang zwar, nach der Bekanntgabe des Wahlergebnisses, das deutlich die Mehrheitsverhältnisse widerspiegelte und trotz zahlreicher vertriebener Métis Neusiedler und Milizen zur Minderheit machte, kam es zu einem Aufstand unter letzteren. Die ungelösten Konflikte der Provinz bewogen Archibald, sein Amt entgegen seinem ursprünglichen Plan über ein Jahr hinaus weiterzuführen. Eine Amnestie für die Rebellenführer blieb aber weiter aus (und sollte auch nie erfolgen), während gleichzeitig Regelungen zugunsten der Neusiedler von Premier Macdonald getroffen wurden, wie die, dass Siedler aus Ontario jedes noch nicht offiziell vermessene Land für sich in Anspruch nehmen dürften. Die Verteilung von 5700 km² (1,4 Millionen Acres) Land an die Métis nach dem Manitoba Act durfte Archibald nicht vornehmen, die Regierung bemühte sich nicht darum, und die führerlos gewordenen Métis selbst waren mit dem Rechtswesen des Dominion zu wenig vertraut, um ihre Ansprüche durchzusetzen, Anwälte wie ihr Anführer Louis Riel befanden sich im Exil. Dieser lud Archibald ein, mit den ins weiter westlich gelegene St Boniface geflüchteten Anführern der Métis zu sprechen, und er nahm an. Die Regierung in Ottawa gab ihm aber weiter keine Unterstützung für seine Politik, und so legte er 1872 sein Amt nieder, offiziell um der Regierung den Weg freizumachen, die Provinz nach ihren Vorstellungen zu entwickeln. In einem privaten Brief an Macdonald machte Archibald ihm aber schwere Vorhaltungen und sprach ihm jedes Verständnis für die Verhältnisse in der Provinz ab. Nach seinem Rücktritt wurde er um die Wiederaufnahme des Amtes gebeten, doch er nahm nicht an.

## Zurück in Nova Scotia
Nach seiner Rückkehr 1873 nach Nova Scotia wurde Archibald im Februar Direktor bei der Canadian Pacific Railway, im Juni aber, wie ursprünglich geplant, zum Obersten Gericht berufen. Doch wenige Tage später zog sich der zum Vizegouverneur ernannte James William Johnston aus gesundheitlichen Gründen zurück und Archibald wurde an seiner statt vereidigt. Wieder sah er sich einer starken Opposition der Provinzregierung gegen das Dominion ausgesetzt, gegen die er in den ersten Jahren ankämpfte, doch mit der Zeit zog er sich auf repräsentative Pflichten zurück. Er blieb bis 1883 im Amt.
1885 wurde er als Knight Grand Cross des Order of St Michael and St George geadelt und führte fortan den Namenszusatz „Sir“.
Danach leitete Archibald eine Erweiterung und Neuorganisation der Dalhousie University und gründete 1878 die Nova Scotia Historical Society mit, deren Vorsitzender er von 1886 bis zu seinem Tod war. Bei einer Nachwahl zum Parlament wurde er 1888 erneut gewählt, diesmal für die Konservativen, konnte den Sitz aber aus gesundheitlichen Gründen kaum noch wahrnehmen und trat 1891 nicht mehr an. Im Jahr darauf verstarb er.

## Ehrungen
Am 19. Mai 1938 ehrte die kanadische Regierung, vertreten durch den für das Historic Sites and Monuments Board of Canada zuständigen Minister, Archibald und erklärte ihn zu einer „Person von nationaler historischer Bedeutung“.